# Škrobni test z jodovico
Škrobni test z jodovico je kvalitativni kemijski test, ki se uporablja za dokazovanje prisotnosti tako škroba kot tudi joda. Pri dokazovanju se škrobu doda jodovico, ki je navadno vodna raztopina joda (I) in kalijevega jodida (KI) nežno oranžno-rjave barve. Kalijev jodid raztopini poveča topnost, saj je sam jod slabo topen. Posledično v vodni raztopini joda in kalijevega jodida nastajajo trijodidni kompleksi (skupki treh jodovih ionov) in drugi polijodidni ioni tipa In– (npr. I5–, I7–). Zmes škroba in jodovice je intenzivno modro-črne do vijolične barve. Interakcija med škrobom in trijodidnimi anioni (I3–) je osnova za izvajanje jodometrije (jodometrične titracije).

## Zgodovina
Škrobni test z jodovico sta leta 1814 prvič opisala J. J. Colin in H. F. Gaultier de Claubry, neodvisno od njiju pa je zapis istega leta napravil tudi F. Stromeyer.

## Osnovne informacije
Ob stiku makromolekule škroba in joda se nemudoma pojavi intenzivna modro-črna barva (polijodidni ioni, kot so denimo I3–, I5–, or I7–, se vežejo v notranjost enovijačne verige amiloze, ene izmed dveh gradnikov škroba). Sama intenziteta barve takšne raztopine je odvisna od temperature (pri višji temperaturi je odtenek svetlejši) in prisotnosti oziroma odsotnosti vodotopnih organskih topil (kot je denimo etanol). Pri pretirano nizkem pH-ju škrobnega testa ni mogoče izvajati, saj v takšnih okoliščinah pride do hidrolitskega razpada škroba. Strokovnjaki predvidevajo, da lahko dajejo zmesi joda in škroba tako imenovane neskončne polijodidne homopolimere. Do tega spoznanja so prišli s pomočjo rentgenske kristalografije in Ramanove spektroskopije.
Test z jodovico se lahko uporablja tudi za razlikovanje različnih ogljikovih hidratov med seboj. Raztopine monosaharidov in disaharidov se ob dodatku jodovice ne bodo obarvale, medtem ko bo značilna temna barva vidna pri raztopinah škroba in nekaterih drugih polisaharidov (denimo rdečkasto rjava pri glikogenu in črna pri dekstrinu). Do temnega obarvanja ne pride tudi pri amilopektinu, ki je drugi gradnik škroba (jod namreč reagira zgolj z amilozo). Četudi je celuloza polisaharid, pri dodatku jodovice ne pride do tvorbe temnega kompleksa.

## Uporaba
V kemiji in biokemiji se škrob pogosto uporablja kot indikator za redoks (oksido-redukcijske) titracije, pri katerih je prisoten trijodid. Škrobni test z jodovico se uporablja tudi v medicini, na primer pri analiziranju hiperhidroze (stanja pretiranega znojenja). Poleg klasične laboratorijske uporabe se testa z jodovico poslužujejo v kmetijstvu, kjer je med drugim mogoče z njim preverjati stopnjo zrelosti sadežev, in v pivovarstvu pri nadziranju procesa vrenja (fermentacije).